# Le Message des îles
Pour plus de détails, voir Fiche technique et Distribution.
Le Message des îles (titre original : O Recado das Ilhas) est un film franco-angolo-portugais réalisé par Ruy Duarte de Carvalho, sorti en 1989.

## Synopsis
Un intellectuel créole, né en Angola de parents capverdiens rentre dans son pays natal. Parti de  Lisbonne, il fait étape aux îles du Cap-Vert à la recherche de ses racines.

## Fiche technique
- Titre : Le Message des îles
- Titre original : O Recado das Ilhas
- Réalisation : Ruy Duarte de Carvalho
- Scénario : Ruy Duarte de Carvalho
- Photographie : João Abel Amorim
- Montage : Cristiana Tullio-Altan
- Musique : Vasco Martins
- Son : Paolo de Jesus, Yves Grasso
- Producteur : Paulo Branco
- Société de production : Gémini Films
- Pays de production :  Angola,  France,  Portugal
- Langue : portugais
- Format : couleurs
- Genre : drame
- Durée : 90 minutes
- Date de sortie : 
  - France : 1er septembre 1989

## Distribution
- Edmea Brigham
- Tchale Figueira
- Simeano Montrond
- Romana Evora